# 云南省教育厅
云南省教育厅是云南省人民政府的组成部门、主管云南省教育工作的省级教育行政部门。

## 机构设置
云南省教育厅设置下列机构：

### 内设机构
- 办公室（省委教育工委办公室）
- 秘书处
- 组织部（省教育厅社会组织党建办）
- 宣传部
- 统战部
- 学生工作部
- 政策法规处
- 发展规划处
- 财务基建处
- 基础教育一处
- 基础教育二处
- 校外教育培训监管处
- 职业教育与成人教育处
- 高等教育处
- 教育督导室
- 民族教育处
- 教师工作处
- 德育处
- 科学技术处（云南省学位委员会办公室）
- 体育卫生与艺术教育处
- 教材和语言文字管理处
- 民办教育处
- 对外交流与合作处
- 安全稳定处
- 机关党委（人事处）
- 离退休人员办公室
- 校院合作处

### 直属事业单位
- 云南省招生考试院
- 云南省教育科学研究院
- 云南省普通话培训测试中心
- 云南省电化教育馆
- 教学仪器装备中心
- 云南省学生资助管理中心（外资贷款办公室）
- 云南省大中专毕业生就业服务中心
- 机关服务中心
- 云南教育对外交流中心
- 云南教育报刊社（云南省教育宣传中心）

## 历任厅长
- 何天淳（2003年1月—2007年12月）
- 罗崇敏（2008年1月—2012年8月）[3]
- 何金平（2012年8月—2016年1月）[4]
- 周荣（2016年3月—2021年7月）
- 王云霏（2021年7月—2025年8月）[5]